# Гущинці
Гу́щинці — село в Україні, у Іванівській сільській громаді Хмільницького району Вінницької області.

## Походження назви
Назва «Гущинці», імовірно, походить від слова «гуща», «гущавина». 15 століття — це час появи козацтва і початок постійних нападів кримських татар на українські землі. Через наш край проходили два татарських шляхи, коли вони рухались вглиб країни.
Поселення «городисько» і «замчисько» лежали між двома цими шляхами, отже, часто піддавались нападам татар. Тому поселенці в якійсь час перебрались на самий берег П.Бугу, де росли кущі верби, калини і вільхи, — тобто в гущавину, де легше було сховатися від нападників і під прикриттям кущів втекти на інший берег, а далі — в ліс. Так і виникла нова назва поселення замість «Білого каменя».

## Історія
Разом з селами Іванів, Мізяків, Пиків, Гущинці є найдавнішим поселенням на території Брацлавщини (зараз входить до складку Хмільницького району).
Село є одним з найдавніших в цьому регіоні. За 2 км на південь від сучасного села в II—V ст. знаходилось ранньослов'янське поселення черняхівської культури, яке існувало ще кілька століть: і тоді, коли ці землі входили до складу так званої Болохівської землі, і після входження її до складу Київської Русі, і в часи середньовіччя.
У 60-х рр.. XX ст. на місці будівництва військової частини й електропідстанції, проводились археологічні розкопки, які й підтвердили існування поселення періоду черняхівської культури на території сучасного села, а також на прилеглих до нього полях, де за переказами, колись також жили люди, знайдено кам'яні знаряддя праці: рубила, уламки крем'яних ножів, скребачок, кам'яні молотки з отворами й без них, а також глиняні іграшки, свистульки, фрагменти козацьких люльок, пряслиця. Називалось це поселення — Білий Камінь. До цього часу помітне місце його розташування: пагорб біля впадіння р. Бобрки (Бібки) у Південний Буг на його правому березі. Дослідник Поділля 19 ст. Юхим Сецінський в «Археологічній карті Подільської губернії» 1902 р. пише так:
| Ліві лапки | В углу впадения р. Бибки в Буг — урочище Городисько, расположеное над заливным лугом. В этой местности заметен вал, идущий паралельно Бугу (с севера на юг) на протяжении 95 сажен, висотою до 4 сажен со стороны реки. Местность занята под пахотные поля (часть - церковная земля). Здесь выпахивают черепья и, по рассказам крестьян, какие-то гладкие камни (может быть, каменные орудия); однажды нашли здесь какие-то железные гири с цепью. Народ говорит, что здесь был город, называвшийся «Белый камень | Праві лапки |

У містечку було 4 церкви. На високому пагорбі знаходився укріплений замок. Рови, якими він був захищений, збереглися і дотепер. Збереглася назва урочища — «Замчисько». Під час нападу кримські татари замок зруйнували, поселення спалили і стратили чимало місцевих жителів. Ті, хто врятувався від погрому і татарської неволі, багато років переховувалися в гущавині лісу.

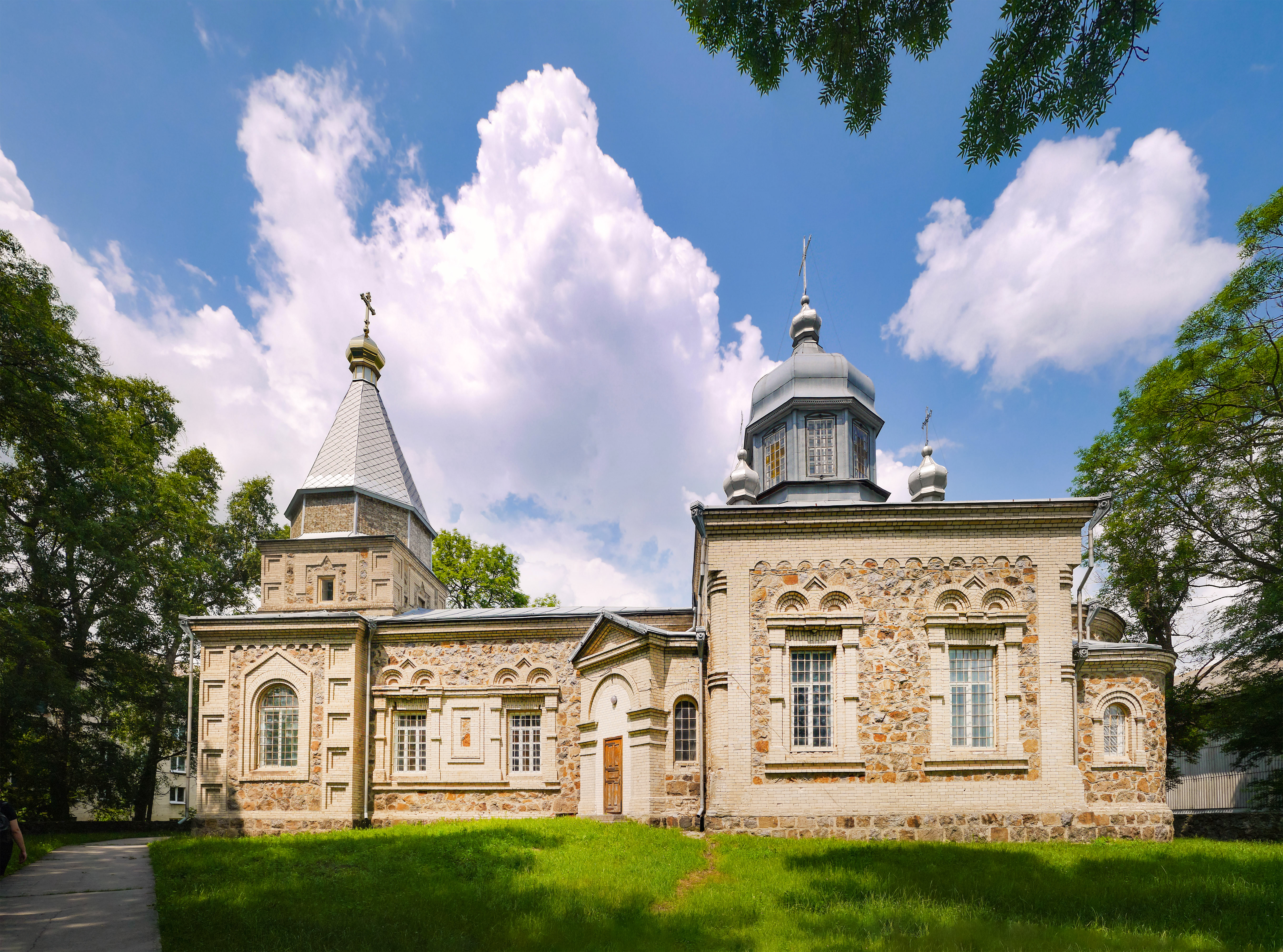
Церква Успіня Пресвятої Богородиці

У 4-х км від села на південний захід, у лісі, на високому пагорбі, який виходить на північний схід до р. Бобрка (Бібка) мисом і з'єднаний з іншим пагорбом, знаходиться Замчисько. Є.Сецінський пише: «Верхняя площадь холма окружена валами, у средине которых канава. Внутренний вал выше и имеет откос к канаве в 5-10 саженях (с юго-запада выше). Всё пространство овальное, окружность внутреннего вала 100 сажен, у поперечнике от запада к востоку — 26 сажен, от юга к северу — 23 сажени. К западу от этого овала на расстоянии 150 шагов гора перерезывается валом и с внешней стороны рвом, имеющим в длину около 45 сажен и простирающимся от северо-запада к юго-востоку по прямой линии с небольшим закруглением к городищу. Въезд с юго-запада. На городище попадаются черепки. Вблизи городища есть небольшие курганы и ямы. Местность за речкой Бибркой носит название Селище, здесь пахотные поля».
Навколо Гущинець в різних напрямках, за описом Є. Сецінського, було багато курганів-могил. Дуже великий — так званий — Висока могила — на полі, ліворуч від дороги, що веде на Павлівку з гущинецького «степу». З боку Мізякова — група з сорока курганів в лісі, в урочищі Трушево (в бік Супрунова), а в лісі, за річкою П.Буг на південний схід від села, майже напроти Білого Каменя кількасот курганів, розташовані колом. Про них переказів ніяких не збереглось, але є перекази про якісь «польські могили» в напрямку Мізякова по дорозі з Гущинець, у лісі. Можливо, це ті самі кургани, що їх описав Є.Сецінський.
Оскільки назва поселення «Білий Камінь» в документах згадується ще й в середні віки, то, можливо, поселення існувало і на тому місці, але є письмові згадки і про Гущинці як село, що належало до Вінницького замку.
Вперше село згадується в архівних документах за 1468 рік, коли великий київський князь Семен Олелькович надав у вічне володіння село Гущинці житомирському наміснику Скіпору. Дочка намісника — Марія Семенівна Скіпорівна, будучи другою дружиною Остафія Романовича Горностая, внесла це село як посаг в дім чоловіка. Сім'я Горностаїв була досить знана при великокнязівському дворі, а Гущинці, згідно з люстрацією 1545 р. належали до привілейованих володінь.
Син Остафія — Іван був секретарем руської експедиції у 1525 р, також послом в Москві, був довіреною особою королеви Бони. З 1534 до 1569 року Іван займав посаду маршалка дворного воєводства Троцького. Після його смерті Гущинці переходять у власність до Дрогойвських, а вже потім до Калиновських. Менш ніж півстоліття володіли Калиновські, бо в 1647р Мартин Калиновський віддає Гущинці в заставу до родини Аксакам — Михайлу та Катерині.
У 18 ст. село перейшло до родини Холоневських. Дружина Адама Холоневського — Соломія, в 1764 р. замість старої церква збудувала новий храм Успіння Божої Матері.
Під час Визвольної війни 1648—1654 рр. польські війська напали на села Гущинці та Мізяків, учинили жорстокі погроми і грабежі, а після цього на поляні між селами в Чорному лісі влаштували бенкет. Дізнавшись про це, брацлавський полковник Іван Богун зі своїми козаками таємно пробрався через ліс і знищив усіх польських вояків, що знаходилися там. З того часу найвище місце між селами Гущинці та Мізяків і по цей день називається «Польські могили».
Під час організованого радянською владою Голодомору 1932—1933 років померло щонайменше 327 жителів села. Точне число жертв невідоме, проте відомо, що померло щонайменше 186 дітей. 50 хат стояли пусткою. Так, наприклад, у сім'ї Демяна Підшумляка було 12 чоловік, з них 9 дітей. Не залишилось жодного. Те ж саме сталося з родиною Крота Тодося: помер він сам й його десятеро дітей. 12-річну дівчинку з родини Білаша Івана забили на колгоспному полі за те, що вона зірвала кілька колосків. Хлопчика Івана Вітюка з'їла родина (за розповідями рідних), це був не поодинокий випадок. 13-річний Докійчук Ілля пропав в Яневі, перебуваючи там у пошуках їжі. Були випадки і трупоїдства. Багато людей загинуло навесні і на початку літа 1933 р, деякі просто на черешнях й вишнях, не маючи сил злізти з них. Передувало голодомору жорстоке розкуркулення селян, вилучення всього їстівного з їхніх осель. В 1937 р було репресовано вчителя Мельника Петра Степановича, який викладав в школі німецьку мову, а до революції був в царській армії прапорщиком.
У радянсько-фінській війні 1939—1940 рр. Війни загинуло 11 гущинчан.
1941 р. село було окуповане армією нацистської Німеччини. За три роки окупації на примусові роботи в Німеччину відправили 240 хлопців і дівчат, з яких 44 не повернулися. З 1941 по 1944 р. до лав Радянської армії було мобілізовано 256 жителів Гущинець. Не повернулись з війни — 116 чол. В березні 1943 р. В селі організовувалась підпільницька група у складі 10 чол., очолював її Безолюк O.K. Підпільники доставляли продукти партизанам в Чорний ліс, де базувався загін ім. Леніна .Також переправляли обмундирування, розповсюджували листівки, добували свідчення про нацистську владу, про організовану в колишньому панському палаці німецької розвід школи.
Староста села за зв'язок з партизанами заарештував Безолюка O.K. й відправив у гестапо, де він і загинув. Всього за два роки (1943—1944 pp.) було розстріляно за зв'язок з партизанами 18 мешканців Гущинців, у тому числі Безолюк O.K., Бондар П. І., Довгалюк Є Г., Товкач С. С. та ін.
Гущинці було звільнено від нацистів 16 березня 1944 р. 161 стрілецькою дивізією 18 армії. В бою за визволення села було вбито і поранено 40 бійців. 112 чоловік — учасників війни — нагороджено орденами і медалями Радянського Союзу.
У центрі села стоїть пам'ятник воїнам — визволителям на місці братської могили воїнів, які загинули при визволенні села.
23 грудня 2018 року майже сто п'ятдесят парафіян парафії УПЦ МП разом із настоятелем протоієреєм Олегом Кожушним проголосували за приєднання до Помісної Православної Церкви.

## Населення
Населення села Гущинці з кількох десятків у XVI ст., зросло до XVIII ст. За переписом населення 1795 р. в селі проживало 466 душ чоловічої статі і 495 душ жіночої статі — всього 961 людина в 132 дворах. Це були хлібороби, що проживали тут постійно. З них було 86 дітей до 16 р., а 104 душі займались «чорною роботою» на селі.
Населення продовжувало зростати, хоча й не стрімко; на початку XIX ст. — 1975 осіб, в 172 дворах, а в другій половині XIX ст. в селі мешкало 1038 осіб чоловічої статі і 1040 осіб жіночої статі. Мешкало також 10 родин євреїв та 2 родини поляків. На початку XX ст. кількість дворів в Гущинцях зросла до 495; імовірно, за рахунок міграції населення до і під час Першої світової війни.
На середину 90-х років XX століття на території сільради проживало 3842 чол., у 870 дворах. На 01.03.2008 р. проживає 2911 чол. в тому числі в Гущинцях — 2562 чол. у 778 дворах, у Кам'яногірці — 349 чоловік.
Згідно з переписом УРСР 1989 року чисельність наявного населення села становила 2846 осіб, з яких 1390 чоловіків та 1456 жінок.
За переписом населення України 2001 року в селі мешкало 2566 осіб.

### Мова
Розподіл населення за рідною мовою за даними перепису 2001 року:
| Мова       | Відсоток |
| ---------- | -------- |
| українська | 99,18 %  |
| російська  | 0,54 %   |
| білоруська | 0,19 %   |

## Промисловість та ремесло
На початку XIX ст. ремеслом займались 12 чоловік: 2 ковалі, 2 теслі, 1 ткач, 2 бондарі, 2 шевці взуття, 2 гончарі. Крім них, було 27 чоловік шляхти, яка мала свої будинки, і 76 чоловік шляхетського стану були в «услуженії» у поміщиків Холоневських.
Оскільки землі навколо Гущинець піщані, супіщані й суглинкові і не є родючими, поміщики мали ще й родючу землю, як кажуть, «в степу» — за кілька кілометрів від Гущинець на північний схід. Селяни ж мали неродючу землю, тому дедалі більше з них займались ремеслами й промислами. Після реформи 1861 р. селяни одержали невеликі земельні наділи: від 1-2-х до 3-4-х десятин землі. В селі було (в різний час) 2-4 млини, деякий час в панському маєтку працювала ґуральня (неподалік «замчиська», у «селиську»), сукновальня; ближче до 20-го століття — олійня, цегельня, а за радянських часів був цегельний завод, який працював на місцевому матеріалі: глина й пісок є поблизу села. В 19 ст. на лівому березі р. П.Буг почали добувати камінь в місцевому кар'єрі, який належав поміщикам, а тепер це Іванівський кам'яний кар'єр. На цегельному заводі виробляли цеглу й черепицю, а на кар'єрі — будівельний камінь, а тепер ще й щебінь та гравій. Оскільки Гущинці оточені лісом, поміщики, а за радянської влади Іванівське лісництво багато лісу вирубали на продаж, а також продавали лісоматеріали. Округа багата на глину й пісок, тому багато селян опанували гончарне ремесло і, якщо в 1793 р. було 2 ремісника-гончара, то в 1910 р. гончарством постійно чи тимчасово займались близько 100 мешканців села.
В 1930 р. організовано колгосп. Колгосп носив назву «Перемога», пізніше — ім. Куйбишева. В ньому було 5 бригад по 10 ланок в кожній. Люди лопатами скопували поле, орали коровами, бо за війну колгосп зазнав значних втрат. Передовиками були бригадир-механізатор Довгалюк Борис Дем'янович, доярка Смерчинська Марія Іванівна, яка була премійована поїздкою до Москви на ВДНГ. За головування М. Д. Довгалюка колгосп був мільйонером. В селі працювала 8-річна школа, дільнична лікарня, училище механізаторів (згодом ПТУ), цегельний завод, державний млин (згодом колгоспний), два клуби (сільський і училищний), 3 бібліотеки, магазини, дитячі ясла.
Земля колишнього колгоспу ім. Куйбишева розпайована. На — цих землях створено СВК «Південний Буг» і товариство «Арат і К».
З 2002 р. село газифіковане. Щоп'ятниці проводиться базар. Регулярне автобусне сполучення з райцентром Калинівкою та обласним центром — Вінницею.
У Гущинцях здавна був гончарний промисел. Гущинці, Кам'яногірка, Іванів, Павлівка, Майдан-Бобрик складали так званий Янівський район гончарного промислу, який в колишній Подільській губернії посідав друге місце за кількістю осіб, зайнятих цією справою і за збутом виробів. На початку ХХ ст. в цих селах нараховувалось 255 гончарів.
На даний час майстри гончарної справи збереглись у трьох селах: Павлівці, Кам'яногірці та Гущинцях. Найбільше гончарів проживає у Гущинцях: Володимир Дишкант, Микола Трикіз, Юрій Завірюха, Іван Сидорук. В селі є й молоді гончарі: Леонід Коваль та Олександр Левчук, які продовжують справу своїх предків, не дають загинути народному промислу.

## Громадські установи
В селі працює ліцей, де навчається майже 300 учнів, дитсадок, ДНЗ "Гущинецьке ВПУ", амбулаторія, 2 аптеки, сільська бібліотека (12 тис. примірників), шкільна (7654 худ. книги і 7156 підручників), училищна (16892 примірники), 11 магазинів і кафе-барів. Також в селі працює готельно-оздоровчий комплекс «Білий камінь» та зона відпочинку "Palma Club resort", де можна зупинитись та приємно провести час.

## Урочище «Чопова криниця»
Приблизно за 300 м від підніжжя Замчиська на північний схід в низині біля інших пагорбів (місце розсташування) є давня криниця — Чопова, яку шанують місцеві мешканці. Щороку на свято святителя Миколая, 22 травня, сходяться сотні прочан з багатьох сіл і міст не тільки Вінниччини, але й з різних куточків України. Тут влаштовується свято, звершується Божественна літургія і святять воду. За легендою, колись давно тут було село, а в ньому було чотири церкви, але раптом все провалилось під землю разом з людьми. На цьому ж місці утворилось джерело, у якому цілюща вода. Як пише Ю. Сецінський, ще за 100 років до його відвідин криниці там стояв дерев'яний хрест з написом: «Чопова криниця, вода в ній помічна». Перекази твердять, що інколи з криниці чути церковні дзвони. Назва «чопова» імовірно походить від назви одного з головних давніх податків — чопового. Чи його тут збирали, чи за гроші з цього податку було зроблено криницю, наразі сказати важко.
Місцеві жителі твердять, що джерело збирає людей не одну сотню років. Про криницю склали чимало легенд і оповідок: іноді з криниці лунають церковні дзвони, а місцеві мешканці, які постійно п'ють воду з Чопової криниці, живуть до 90 років.

## Державний навчальний заклад "Гущинецьке вище професійне училище"
В 1934 р на базі поміщицького господарства в палаці княгині Абамелек було відкрито с/г училище, згодом училище механізації. Пізніше воно було реорганізовано в ПТУ, тепер це Вище профтехучилище № 32. Тут готували кадри для сільського господарства, а також швачок, а кілька років готують також кухарів, операторів комп'ютерної техніки, бухгалтерів, фермерів. Наприкінці 70-х рр.. на поч.. 80-х рр.. XX ст. в училищі здобували освіту громадяни Монголії, Алжиру, Лаосу. Саме в ці роки училище цосягло найвищих успіхів. Його вихованці здобували перемоги на різноманітних конкурсах і змаганнях. Очолював ПТУ в той час заслужений працівник профтехосвіти СРСР Солейко І. Т. В училищі створено з працівників ПТУ ансамбль «Надбужани», який має звання народного. Солістка ансамблю Богомолюк О. П. — бібліотекар училища — є заслуженим працівником профтехосвіти СРСР і організатором іншого ансамблю с. Гущинець «Чопова криниця», який теж має звання народного.
В грудні 2016-го відкрито меморіальну дошку випускникам училища — Юрію Гринчуку та Мартинюку Олександру.

## Народна творчість
В Гущинцях діють два народні колективи: фольклорний ансамбль «Чопова криниця» та народний аматорський ансамбль української пісні «Надбужани».
Також в селі є майстри вишивання.

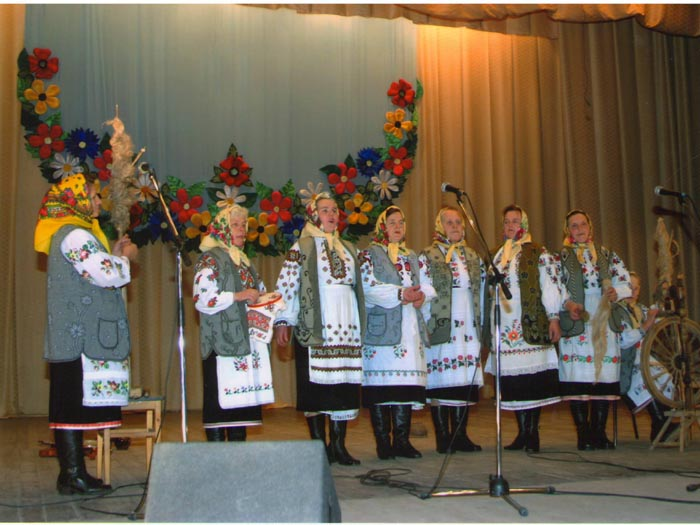
Фольклорний ансамбль «Чопова криниця»

## Пам'ятки

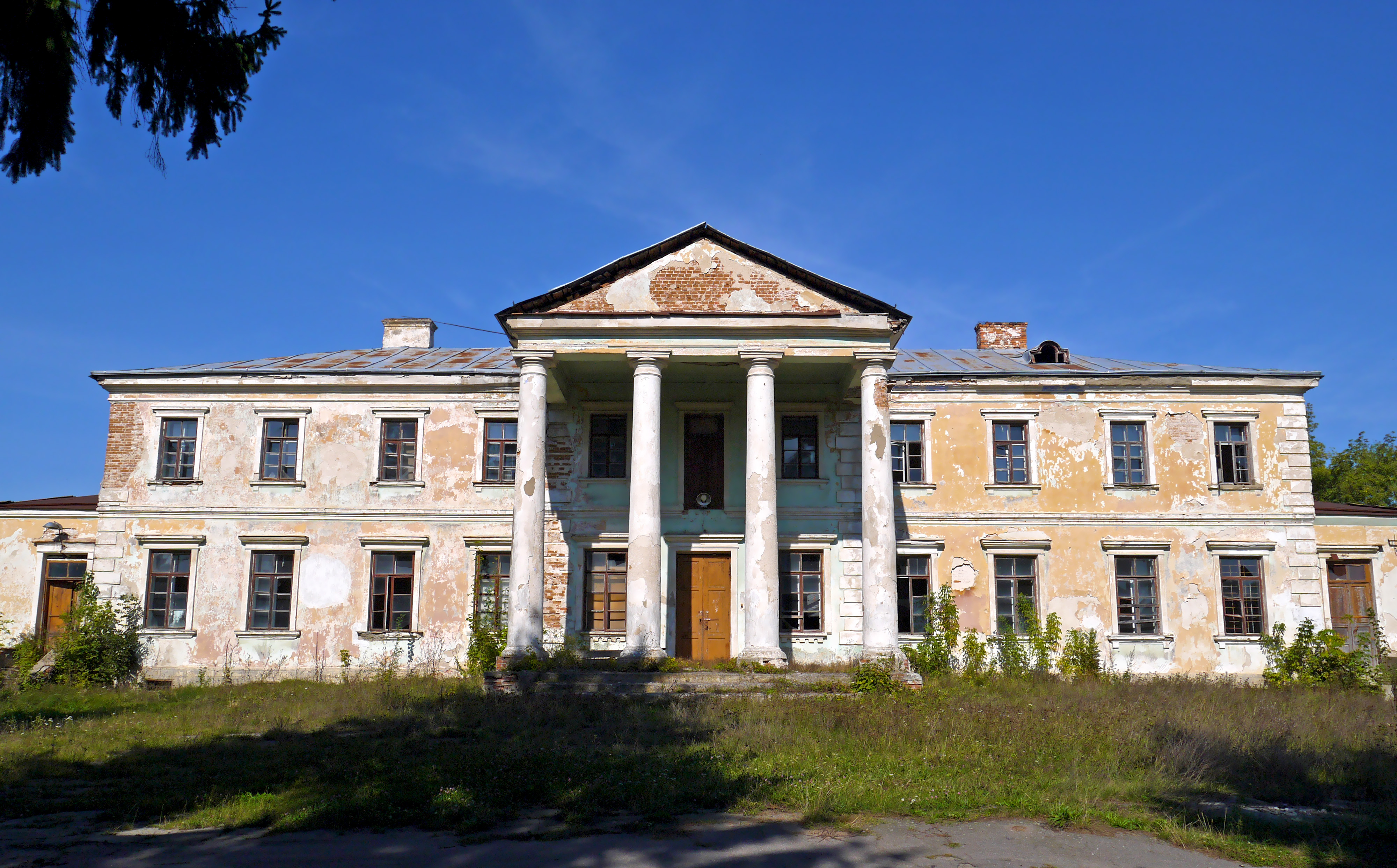
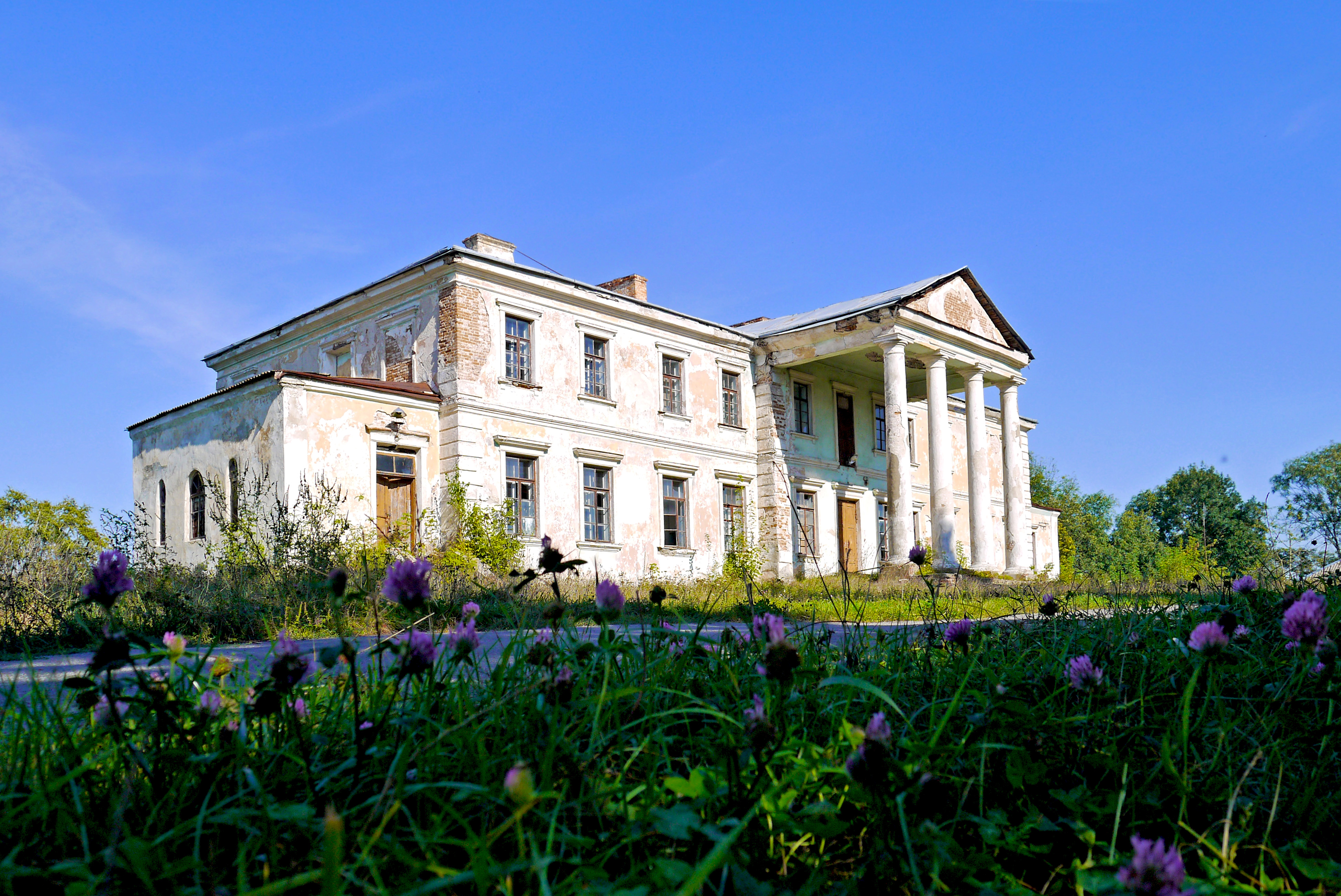
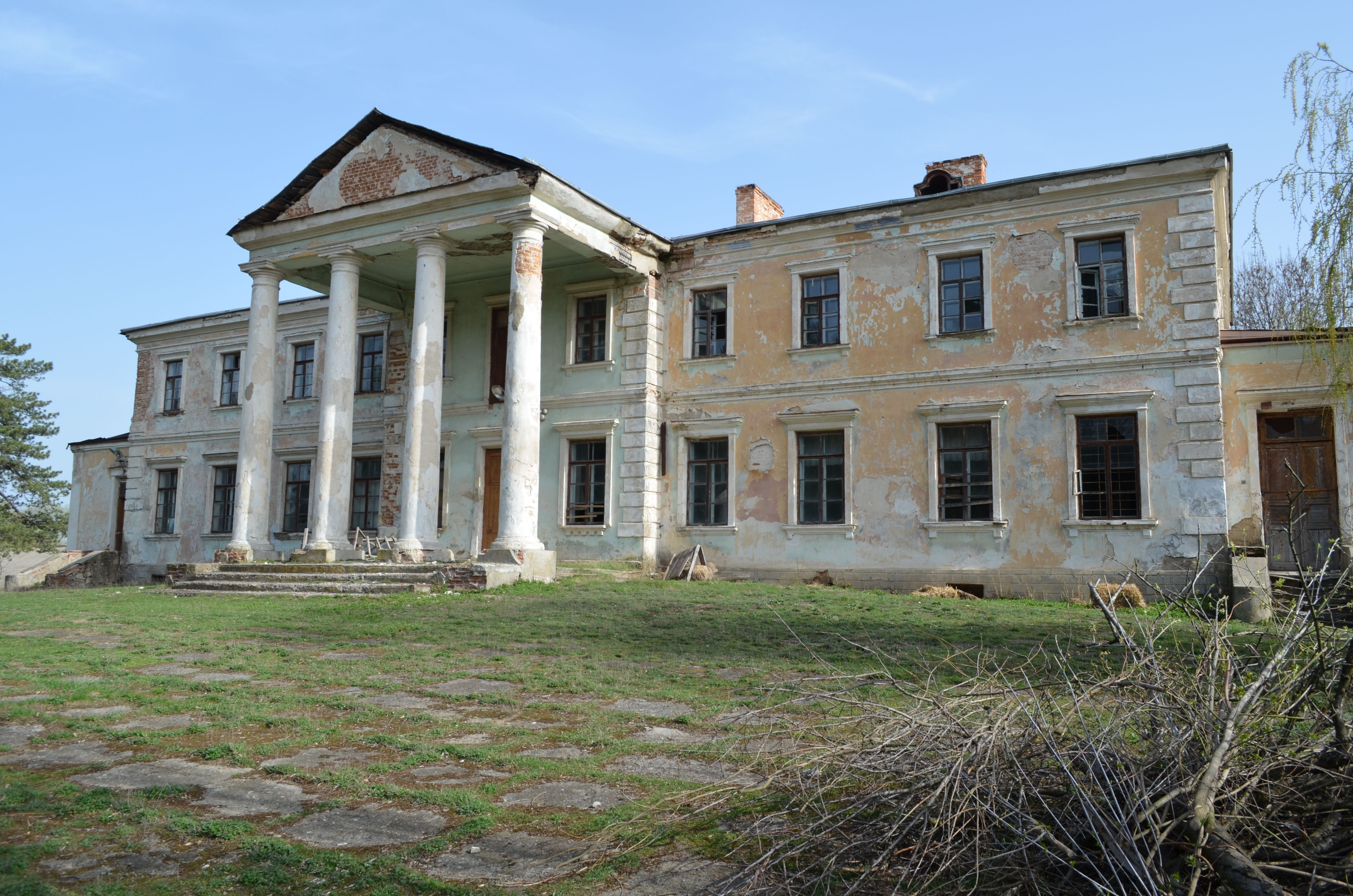
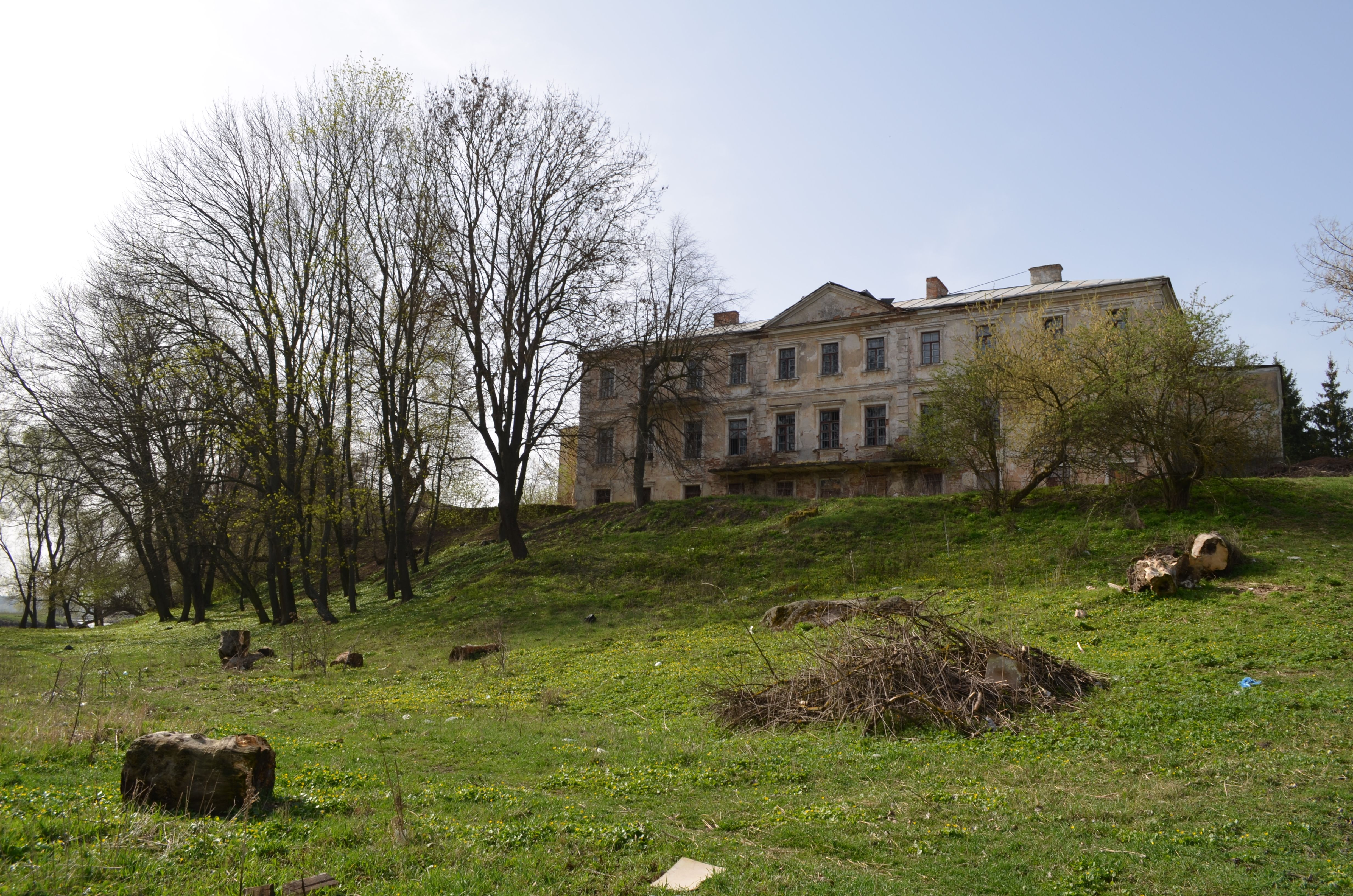

Поблизу села, у лісі, споруджено пам'ятник партизанам періоду Німецько-радянської війни. Зберігся партизанський табір.
Також зберігся палац побудований у XIX ст. столітті в класичних формах.